# Ховард, Коул
Коул Ховард (англ. Cole Howard, также известный как Коул Хэнсон (англ. Cole Hanson); род. 30 марта 1989) — канадский актёр озвучивания.

## Биография
Ховард занимается озвучиванием рекламным роликов, аниме, мультфильмов и видеоигр. Он наиболее известен по озвучиванию аниме «Закон Уэки» и «Дикие Зоиды», мультфильмов «Барби и сёстры в Сказке о пони» и «Рэтчет и Кланк: Галактические рейнджеры», видеоигр D.I.C.E. и Mega Man Powered Up. В 2016 году он получил Leo Awards в номинации «Лучшая работа в анимационной фильме или сериале» («Волшебные сани Боба»).
Коул Ховард живёт в Ванкувере Британская Колумбия. В свободное время любит играть в настольные игры и заниматься скалолазанием.

## Избранная фильмография
| Год       |    | Русское название                        | Оригинальное название               | Роль                  |
| --------- | -- | --------------------------------------- | ----------------------------------- | --------------------- |
| 2004—2005 | мс | Май-Химэ                                | My-HiME                             | Такуми Токиха         |
| 2005—2006 | мс | Закон Уэки                              | うえきの法則                        | Косукэ Уэки           |
| 2013      | мф | Барби и сёстры в Сказке о пони          | Barbie & Her Sisters in a Pony Tale | Джонас                |
| 2014      | мс | Суперкнига                              | Superbook                           | Мика                  |
| 2015—2016 | мс | Серебряная душа                         | 銀魂                                | Симпати Симура        |
| 2016      | мс | Мировой триггер                         | ワールドトリガ                      | Такеру Юига           |
| 2016      | мф | Рэтчет и Кланк: Галактические рейнджеры | Ratchet & Clank                     | Бларг                 |
| 2016—2018 | мс | Бейблэйд Бёрст                          | ベイブレードバースト                | Вакия Мурасаки        |
| 2018      | мс | Дикие Зоиды                             | ZOIDS ゾイド ワイルド               | Араси                 |
| 2018—2019 | мс | Дружба — это чудо                       | My Little Pony: Friendship Is Magic | Террамар              |
| 2019      | мс | Принц-дракон                            | The Dragon Prince                   | Мастер-ворон          |
| 2019—2021 | мс | Ниндзяго. Мастера Кружитцу              | Ninjago. Masters of Spinjitzu       | Бентомар              |
| 2020      | мф | Семья Уиллоби                           | The Willoughbys                     | дополнительные голоса |